# کمرکولی کوتوله
کمرکولی کوتوله (نام علمی: Sitta pygmaea) نام یک گونه از تیره کمرکولی است.